# سالی (فیلم ۱۹۲۹)
سالی (انگلیسی: Sally) فیلمی به کارگردانی جان فرانسیس دیلان است که در سال ۱۹۲۹ منتشر شد. از بازیگران آن می‌توان به مریلین میلر، جو ای براون، فورد استرلینگ، آنیتا گاروین و ماد ترنر گوردون اشاره کرد.